# Juan Carlos Nava
Juan Carlos Nava conocido como El Borrego, es un conductor, actor, locutor y productor mexicano.

## Biografía
Juan Carlos Nava nació el 2 de febrero de 1969 en la Ciudad de México. Estudió Licenciatura en Ciencias de la Comunicación, lo que le ha permitido actuar en telenovelas, conducir programas de televisión y participar como locutor de radio. Actualmente participa en el programa Guerra de chistes de Telehit como conductor y productor.

## Trayectoria

### Conducción
- Hoy
- Telehit
- Picardía Mexicana (1997-2000) - Cuenta chistes
- Guerra de chistes (2005-presente)
- Big Brother: México (2002) - Telejuegos
- Big Brother 3 (2004) - Telejuegos

### Productor
- Dilo, dilo VIP (2004) - Productor ejecutivo
- ¡Que importa! (2004) - Productor

### Actuación
- Luz y sombra (1989)
- Cómplices en familia (1996)
- Confidente de secundaria (1997)
- Navidad fabuloja (1998) - Herodes
- Mi pequeña traviesa (1998)
- Soñadoras (1998)
- Serafín (1999) - Calixto Meneses
- La Marca del Zorro (Obra de teatro) (2000) - La Vaca Tota
- Clase 406 (2002) - Pedro Salcedo
- La familia P. Luche (2004) - El Borrego (Los Telejuegos)
- S.O.S.: sexo y otros secretos (2007) - Actor
- Ni contigo ni sin ti (2011) - Don Culebro
- La mujer del vendaval (2012-2013) - Cirilio "Gordo" Barrios
- De que te quiero, te quiero (2013-2014) - El camarón
- La sombra del pasado (2014-2015) - Edmundo
- La vecina (2015-2016) - Doctor Castillo
- Por amar sin ley (2018) - Tomás

### Locución
- El Borrego a media noche
- Tuco y el Borrego
- Barbacoa musical
- Despabílate

### Reality shows
- Big Brother VIP 3 (2004) -  5.º eliminado
- El Inframundo (2021)[1]
- Perdiendo el juicio (2021) - Abogado[2]
- LOL: Last One Laughing (2022)
- Humor sin barrera (2023)[3]
- La casa de los famosos México (2024) Panelista[4]